# سوزان شارلوت إنجلمان
سوزان شارلوت إنجلمان (بالإنجليزية: Susanne Charlotte Engelmann) (من مواليد 26 سبتمبر 1886 - تُوفيت 26 يونيو 1963) وهي أستاذة ألمانية من أصل يهودي ، هاجرت إلى الولايات المتحدة بعد صعود أدولف هتلر والحزب النازي إلى السلطة.

## تعليمها
ولدت إنجلمان في برلين في 26 سبتمبر 1886. وفي مطلع القرن العشرين ، أنهت إنجلمان تعليمها الثانوي في مدرسة للبنات هناك وفي عام 1905 أكملت دراستها الخاصة في المدرسة التي أنشأتها هيلين لانج. التحقت إنجلمان بالجامعة في برلين وهايدلبرغ ، حيث درست مجموعة من المواد الدراسية بما في ذلك دراسات ألمانية ودراسات اللغة الإنجليزية وعلم النفس وبيداغوجيا. أنهت دراستها في عام 1909 مع أطروحة عن «تأثير الأغنية الشعبية على الشعر الغنائي لحروب التحرير». في عام 1910 أكملت امتحان الاعتماد في تدريس اللغة الألمانية (امتحان الدولة الألماني) وقضت تلك السنة كعام تحضيري في مدارس مختلفة للبنات في برلين. في عام 1912 حصلت على ترخيص للتدريس في المدارس الثانوية في بروسيا.
قضت إنجلمان العام الدراسي 1913 - 1914 كعالمة ألمانية في كلية برين ماور في بنسيلفانيا بالولايات المتحدة. وقد أجرت اتصالات مع محترفين في الجمعية الأمريكية لجامعة المرأة (AAUW) وطورت معرفتها بالبلاد وباللغة التي ساعدتها فيما بعد في هجرتها واستقرارها في الولايات المتحدة عندما أجبرها صعود الاشتراكية القومية في ألمانيا على الهجرة.

## عملها
بعد إقامتها في الولايات المتحدة ، عملت إنجلمان كمدرسة لمدة 12 عامًا حتى أصبحت مديرةً لمدرسة ثانوية وعملت في عام 1928 كمديرة لمدرسة فيكتوريا أوبرليزوم وهي أول مدرسة للبنات في برلين. كانت إنجلمان معلمة ساطعة في مجال تعليم الإناث. نشرت العديد من الأعمال العلمية حول هذا الموضوع وعملت طوال حياتها في التدريس والبحث في التعليم والأنظمة التعليمية.
بعد وصول الحزب النازي إلى السلطة في ألمانيا عام 1933 ، تعرض المدرسون الذين لديهم أصل يهودي لضغوط متزايدة وتركوا مهنتهم في نهاية المطاف. بعد أن أجبرت إنجلمان على التقاعد ، اتصلت بأستر برونور في الجمعية الأمريكية لجامعة النساء في واشنطن. لمحاولة تيسير هجرتها ، عملت إنجلمان كمدرسة خاصة للأدب وعلم النفس وعلم التربية. كانت غير راضية عن الطريقة التي كانت تسير بها حياتها المهنية ، ولكنها لم تكن ترغب في الهجرة دون الحصول أولا على منصب جامعي. على عكس معظم الأشخاص الآخرين الذين أجبروا على ترك وظائفهم ، حصلت إنجلمان على معاش صغير ، وعاشت مع والدتها ، مارثا إنجلمان ، التي اعتمدت على دخلها. ابتداء من عام 1935 ، ترأست إنجلمان قسم تعليم الكبار في برلينر باولوس-بوند ، وهو منصب تأهلت إليه بناءً على مكانتها كبروتستانتية وعضوة في كنيسة الاعتراف برئاسة مارتن نيمولر في برلين. وفي عام 1937 تمت إزالتها من منصبها بعد تنفيذ قوانين نورمبرغ. ثم كثفت إنجلمان جهودها للهجرة ، لا سيما في مراسلاتها مع جامعة ولاية نيويورك الأمريكية. ساعد شقيقها إنجلمان وأمهما على الفرار من ألمانيا والانضمام إليه في تركيا، حيث كان يعمل في وزارة الاقتصاد التركية. عاشت إنجلمان في اسطنبول وعملت في مركز الخدمة الاجتماعية الأمريكي ، حيث درست علم النفس التربوي.
سافرت انجلمان والدتها في يونيو 1940 عبر روسيا وسيبيريا ومنشوريا واليابان ، ووصلت إلى الولايات المتحدة في عام 1941. دخلت المجال الأكاديمي من خلال مساعدة الرابطة الأمريكية للجامعة ، التي وضعتها كطالبة لاجئة في كلية ويلسون. في ولاية بنسيلفانيا للعام الدراسي 1942-43. شغلت العديد من المناصب الأكاديمية خلال السنوات القليلة التالية، وفي عام 1947 ، عملت كأستاذة في كلية ماري واشنطن في فريدريكسبيورغ بولاية فرجينيا ، حيث عملت حتى تقاعدها في عام 1952. أصبحت إنجلمان مواطنة أمريكية في عام 1948. وفي عام 1952 ، عادت إلى برلين وتلقت تعويضاً مالياً عن المعاش المستحق لها ولكن لم يُدفع لها بعد تقاعدها القسري في عام 1933. يعتقد البعض أن صلاتها بالجماعة في دحليم أدت بها إلى العودة. كان هناك عامل جذب محتمل آخر هو إعادة بناء نظام التعليم الألماني. كانت منشوراتها الأخيرة مهتمة بشكل متزايد بنظام التعليم الألماني في ثلاثينيات القرن العشرين ، ولا سيما أساليب التلقين التي أقرها الاشتراكيون الوطنيون.

## منشورات
- سوزان شارلوت إنجلمان ، «تأثير الأغنية الشعبية على شعر حروب التحرير» ، أطروحة عام 1909.
- سوزان شارلوت إنجلمان ، أزمة تعليم فتاة اليوم ، 1929